# Pont de Can Quim Daviu
El Pont de Can Quim Daviu és una obra de Cantallops (Alt Empordà) inclosa a l'Inventari del Patrimoni Arquitectònic de Catalunya.

## Descripció
Pont situat al centre del poble, sobre la riera Torrelles. És un pont de pedra de reduïdes dimensions, d'un sol arc. Aquest arc és de pedra, amb les dovelles de l'arc fet amb carreus ben tallats, per un costat, però a l'altre costat les dovelles són de maó, fet que fa pensar en una restauració posterior.